# Samuel Barber
Pour les articles homonymes, voir Barber.
 (septembre 2023).
Si vous disposez d'ouvrages ou d'articles de référence ou si vous connaissez des sites web de qualité traitant du thème abordé ici, merci de compléter l'article en donnant les références utiles à sa vérifiabilité et en les liant à la section « Notes et références ».
Œuvres principales
- Adagio pour cordes
- Concerto pour violon
- Concerto pour piano
- Concerto pour violoncelle
- Dover Beach
- Knoxville: Summer of 1915
- Vanessa

Liste des œuvres de Samuel Barber
Samuel Barber, né le 9 mars 1910 à West Chester (Pennsylvanie) et mort le 23 janvier 1981 à Manhattan (New York), est un compositeur américain.
Il est notamment célèbre pour son Adagio pour cordes (1936).

## Parcours musical
Samuel Osborne Barber naît le 9 mars 1910 à West Chester, en Pennsylvanie.
Il commence à composer dès l'âge de sept ans. Il étudie à l'Institut Curtis à Philadelphie avant de devenir élève de l'Académie américaine de Rome en 1935. L'année suivante, il écrit son quatuor à cordes en si mineur, dont il arrange plus tard le second mouvement — à la suggestion d'Arturo Toscanini — pour orchestre à cordes sous le nom Adagio for Strings, puis pour chœur sous le nom d'Agnus Dei ; ce mouvement devient très populaire.
La popularité de l'Adagio a quelque peu occulté le reste de son œuvre. Aucune de ses autres pièces n'a connu le même succès, mais certaines sont régulièrement jouées et enregistrées. Toutefois, Barber est considéré comme l'un des plus talentueux compositeurs américains du XXe siècle.
Il a évité les expérimentations de ses contemporains, préférant des harmonies et des formes plus traditionnelles. Son œuvre est mélodique et souvent décrite comme néo-romantique, bien que certaines de ses œuvres ultérieures, notamment le Third Essay for Orchestra et la Medea's Dance of Vengeance, fassent montre d'une utilisation magistrale d'effets percussifs, de modernisme et d'effets néo-stravinskiens.
Le compositeur meurt à New York à 70 ans.

## Œuvre

### Chansons

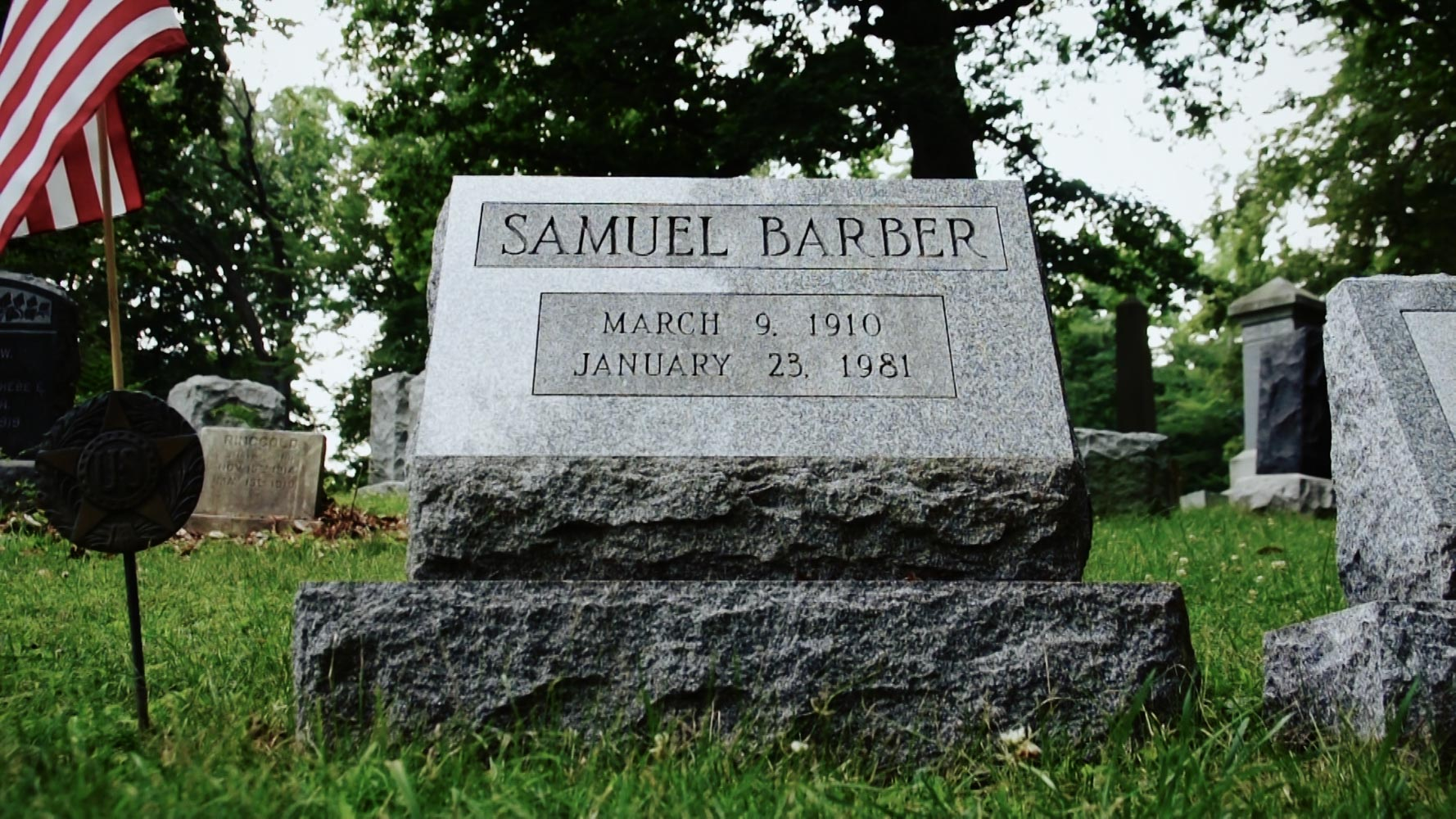

Ses chansons, avec accompagnement de piano ou d'orchestre, comptent parmi les chansons les plus populaires du XXe siècle du répertoire classique américain. Elles comprennent une version de Dover Beach de Matthew Arnold, initialement écrite pour quatuor à cordes et baryton, les Hermit Songs d'après des textes irlandais anonymes des VIIIe et XIIIe siècles et Knoxville: Summer of 1915, écrite pour la soprano Eleanor Steber et basée sur un texte autobiographique de James Agee, introduction de son roman A Death in the Family. Barber avait une bonne voix de baryton et, pendant quelque temps, a envisagé la carrière de chanteur professionnel. Il a réalisé quelques enregistrements, dont celui de sa propre chanson Dover Beach.

### Musique pour piano
Sa Sonate pour piano en mi bémol mineur, Op. 26 (1949), commandée par Richard Rodgers et Irving Berlin, a été interprétée pour la première fois par Vladimir Horowitz, première œuvre américaine d'envergure pour piano à être ainsi créée par un tel pianiste de réputation internationale. Outre sa sonate, ses œuvres pour piano comprennent Excursions Op. 20, Three Sketches, Souvenirs et diverses autres pièces isolées.

### Opéra
Barber a également composé plusieurs opéras. Vanessa, sur un livret de Gian Carlo Menotti (son partenaire professionnel et personnel), a été créé au Metropolitan Opera à New York. Acclamé par la critique et jouissant d'un grand succès populaire, l'opéra vaudra un Prix Pulitzer à son compositeur. À sa création européenne, il est accueilli plus froidement, cependant, et reste peu joué sur ce continent, bien que sa popularité se maintienne aux États-Unis. N'ayant jamais été un compositeur prolifique, Barber écrit encore moins après l'échec de son opéra Antony and Cleopatra. Sur un livret du cinéaste et metteur en scène d'opéra Franco Zeffirelli, l'opéra avait été commandé pour l'ouverture de la nouvelle Metropolitan Opera House du Lincoln Center for the Performing Arts en 1966. L'opéra a reçu un accueil plus favorable en 1975, lorsqu'il a été présenté dans le cadre plus intime de la Juilliard School avec le partenariat et la mise en scène de Gian Carlo Menotti, et a été enregistré par la suite.

### Concertos et musique pour orchestre
Barber composera trois concertos pour instruments solos et orchestre, un Concerto pour violon (composé en 1939-1940, création en 1941 ; remanié avec nouvelle création en 1949), un Concerto pour violoncelle et un Concerto pour piano auxquels il faut ajouter le Capricorn Concerto pour flûte, hautbois, trompette et orchestre à cordes. Le Concerto pour piano a été composé à l'intention du pianiste John Browning, qui l'a créé le 24 septembre 1962, avec Erich Leinsdorf et l'Orchestre symphonique de Boston au Lincoln Center, à New York. Barber a également composé une œuvre virtuose pour orgue et orchestre, Toccata Festiva, pour le célèbre organiste Edward Power Biggs au début des années 1960.  L'Orchestre philharmonique de New York lui avait commandé un concerto pour hautbois, mais Barber n'en a terminé que la lente Canzonetta centrale avant son décès.
Parmi ses pièces purement orchestrales, on compte deux symphonies (1936 et 1944), une ouverture The School for Scandal (1932), trois essais pour orchestre (1938, 1942 et 1978) et Fadograph on a Yestern Scene (1973). Knoxville: Summer of 1915 est une œuvre pour voix et orchestre. Il a également composé des œuvres chorales de grande envergure, dont The Lovers (1971) et les Prayers of Kierkegaard (1954), basées sur les écrits du philosophe danois Søren Kierkegaard.

### Musique de chambre
Ses œuvres de musique de chambre comprennent notamment  le quatuor à cordes en si mineur Op. 11 d'où est tiré le célèbre Adagio, une Sonate pour violoncelle et piano en ut mineur Op. 6, le quintette à vent « Summer Music » Op. 31, qui compte parmi les grandes réussites du répertoire moderne et une Canzone pour flûte et piano Op. 38a adaptée du mouvement lent du Concerto pour piano.

## Hommages et reprises
L' Agnus Dei de l'Adagio for Strings est devenu très populaire : il est utilisé pour les funérailles d'État et les services commémoratifs publics des États-Unis depuis la mort de Franklin Delano Roosevelt.
On peut aussi l'entendre, par exemple, dans la scène finale du film Elephant Man de David Lynch et dans le film Le Fabuleux Destin d'Amélie Poulain de Jean-Pierre Jeunet lors d'une séquence vidéo avec une voix off. Il fut repris et arrangé par Georges Delerue comme thème principal du film Platoon d'Oliver Stone. On le retrouve dans le jeu vidéo Homeworld développé par Relic Entertainment et édité par Sierra. Il a été remixé en 2004 par le DJ néerlandais Tiësto dans l'album Just Be, remix devenu l'un de ses morceaux phares.
On peut l'entendre à la fin de l'épisode 3 de la série Bodies, création originale de la chaîne Netflix diffusée en 2023.